# Sodré Santoro
Luiz Fernando de Abreu Sodré Santoro (São Paulo, 6 de dezembro de 1949) é um leiloeiro e político brasileiro, filiado ao PTB. Já exerceu o cargo de senador por Roraima, como primeiro-suplente de Mozarildo Cavalcanti.